# Joyce Harrington
Joyce Harrington (Jersey City, 21 novembre 1931 – 2011) è stata una scrittrice statunitense di narrativa gialla.

## Biografia
Nata nel 1931 a Jersey City, ha compiuto gli studi di recitazione al Pasadena Playhouse.
Dopo aver lavorato per la rivista Look, ha iniziato a pubblicare racconti gialli su riviste quali l'Ellery Queen's Mystery Magazine e l'Alfred Hitchcock's Mystery Magazine vincendo nel 1973 il Premio Edgar per il miglior racconto breve con Il sudario purpureo
Autrice di tre romanzi, è morta nel 2011.

## Vita privata
Sposatasi nel 1960 con Philip A. Harrington, la coppia ha avuto due figli.

## Opere

### Romanzi
- Nessuno conosce il mio nome (No One Knows My Name, 1980), Il Giallo Mondadori n.1751, Milano, Mondadori, 22 agosto 1982.
- Family Reunion (1982)
- Dreemz of the Night (1987)

### Racconti tradotti in italiano
- Il sudario purpureo (The Purple Shroud, 1972) all'interno del Giallo Mondadori n.1281 del 1973
- Lunedì in blu (Blue Monday, 1976) all'interno del Giallo Mondadori n.1447 del 1976

## Premi e riconoscimenti
- Premio Edgar per il miglior racconto breve: 1973 vincitrice con Il sudario purpureo